# Ngandong (Eromoko)
Ngandong is een bestuurslaag in het regentschap Wonogiri van de provincie Midden-Java, Indonesië. Ngandong telt 2601 inwoners (volkstelling 2010).